# Australisch tenniskampioenschap 1928
De 21e editie van het Australische grandslamtoernooi, het Australisch tenniskampioenschap 1928, werd gehouden van 28 januari tot en met 4 februari 1928. Voor de vrouwen was het de 7e editie. Het toernooi werd gespeeld op de grasbanen van het White City Stadium te Sydney.
Daphne Akhurst won bij de vrouwen alle drie de onderdelen. Bij de mannen won de Fransman Jean Borotra alle drie de onderdelen. Met zijn gemengddubbelspel titel was hij de eerste speler die een carrière grand slam haalde op één onderdeel.

## Belangrijkste uitslagen
Mannenenkelspel

Finale: Jean Borotra (Frankrijk) won van Jack Cummings (Australië) met 6-4, 6-1, 4-6, 5-7, 6-3
Vrouwenenkelspel

Finale: Daphne Akhurst (Australië) won van Esna Boyd Robertson (Australië) met 7-5, 6-2
Mannendubbelspel

Finale: Jean Borotra (Frankrijk) en Jacques Brugnon (Frankrijk) wonnen van James Willard (Australië) en Edgar Moon (Australië) met 6-2, 4-6, 6-4, 6-4
Vrouwendubbelspel

Finale: Daphne Akhurst (Australië) en Esna Boyd Robertson (Australië) wonnen van Esna Boyd Robertson (Australië) en Sylvia Lance Harper (Australië) met 6-3, 6-3
Gemengd dubbelspel

Finale: Daphne Akhurst (Australië) en Jean Borotra (Frankrijk) wonnen van Esna Boyd Robertson (Australië) en John Hawkes (Australië) met forfait
Jongensenkelspel

Winnaar: Jack Crawford (Australië)
Jongensdubbelspel

Winnaars: Jack Crawford (Australië) en C. Whiteman (Australië)
Een juniorentoernooi voor de meisjes werd voor het eerst in 1930 gespeeld.
1905 · 1906 · 1907 · 1908 · 1909 · 1910 · 1911 · 1912 · 1913 · 1914 · 1915 · 1916–1918 · 1919 · 1920 · 1921 · 1922 · 1923 · 1924 · 1925 · 1926 · 1927 · 1928 · 1929 · 1930 · 1931 · 1932 · 1933 · 1934 · 1935 · 1936 · 1937 · 1938 · 1939 · 1940 · 1941–1945 · 1946 · 1947 · 1948 · 1949 · 1950 · 1951 · 1952 · 1953 · 1954 · 1955 · 1956 · 1957 · 1958 · 1959 · 1960 · 1961 · 1962 · 1963 · 1964 · 1965 · 1966 · 1967 · 1968
↓ open tijdperk ↓
1969 (m-v-md-vd-gd) · 1970 (m-v-md-vd) · 1971 (m-v-md-vd) · 1972 (m-v-md-vd) · 1973 (m-v-md-vd) · 1974 (m-v-md-vd) · 1975 (m-v-md-vd) · 1976 (m-v-md-vd) · jan 1977 (m-v-md-vd) · dec 1977 (m-v-md-vd) · 1978 (m-v-md-vd) · 1979 (m-v-md-vd) · 1980 (m-v-md-vd) · 1981 (m-v-md-vd) · 1982 (m-v-md-vd) · 1983 (m-v-md-vd) · 1984 (m-v-md-vd) · 1985 (m-v-md-vd) · 1986 · 1987 (m-v-md-vd-gd) · 1988 (m-v-md-vd-gd) · 1989 (m-v-md-vd-gd) · 1990 (m-v-md-vd-gd) · 1991 (m-v-md-vd-gd) · 1992 (m-v-md-vd-gd) · 1993 (m-v-md-vd-gd) · 1994 (m-v-md-vd-gd) · 1995 (m-v-md-vd-gd) · 1996 (m-v-md-vd-gd) · 1997 (m-v-md-vd-gd) · 1998 (m-v-md-vd-gd) · 1999 (m-v-md-vd-gd) · 2000 (m-v-md-vd-gd) · 2001 (m-v-md-vd-gd) · 2002 (m-v-md-vd-gd) · 2003 (m-v-md-vd-gd) · 2004 (m-v-md-vd-gd) · 2005 (m-v-md-vd-gd) · 2006 (m-v-md-vd-gd) · 2007 (m-v-md-vd-gd) · 2008 (m-v-md-vd-gd) · 2009 (m-v-md-vd-gd) · 2010 (m-v-md-vd-gd) · 2011 (m-v-md-vd-gd) · 2012 (m-v-md-vd-gd) · 2013 (m-v-md-vd-gd) · 2014 (m-v-md-vd-gd) · 2015 (m-v-md-vd-gd) · 2016 (m-v-md-vd-gd) · 2017 (m-v-md-vd-gd) · 2018 (m-v-md-vd-gd) · 2019 (m-v-md-vd-gd)  · 2020 (m-v-md-vd-gd) · 2021 (m-v-md-vd-gd) · 2022 (m-v-md-vd-gd) · 2023 (m-v-md-vd-gd) · 2024 (m-v-md-vd-gd) · 2025 (m-v-md-vd-gd)
Lijst van Australian Openwinnaars